# Matthew Taylor
Matthew John Taylor (Oxford, 27 novembre 1981) è un ex calciatore inglese, di ruolo centrocampista.

## Caratteristiche tecniche
È un centrocampista di fascia sinistra, che in caso di necessità può adattarsi al ruolo di terzino.

## Carriera

### Club

#### Luton Town
Nel 1999 approda al Luton Town. Con gli "Hatters" colleziona 129 presenze segnando 16 reti.

#### Portsmouth
Nel 2002 Taylor viene ceduto a titolo definitivo al Portsmouth, club che gli assicura il posto da titolare.
Maglia numero 14 dei "Pompey", qui gioca 178 partite segnando 23 reti nelle 6 stagioni di permanenza.

#### Bolton
Nell'estate del 2008 viene ingaggiato dal Bolton dove, in 3 stagioni, segna 23 reti in 123 partite, giocando con il numero 7.

#### West Ham
Nel 2011 viene ceduto al West Ham, con cui colleziona 79 presenze e 2 gol in campionato.

#### Burnley
Dal 2014 al 2016 milita nel Burnley. In due stagioni totalizza 37 presenze e 4 gol nelle due serie inglesi.

#### Northampton Town
Il 1º agosto 2016 passa al Northampton Town, nella terza serie.

### Nazionale
Ha fatto parte dal 2002 al 2003 della nazionale inglese Under-21, collezionando 3 presenze senza mai segnare.

## Statistiche

### Presenze e reti nei club
| Stagione                | Squadra                 | Campionato              | Campionato | Campionato | Coppe nazionali | Coppe nazionali | Coppe nazionali | Coppe continentali | Coppe continentali | Coppe continentali | Altre coppe | Altre coppe | Altre coppe | Totale | Totale |
| Stagione                | Squadra                 | Comp                    | Pres       | Reti       | Comp            | Pres            | Reti            | Comp               | Pres               | Reti               | Comp        | Pres        | Reti        | Pres   | Reti   |
| ----------------------- | ----------------------- | ----------------------- | ---------- | ---------- | --------------- | --------------- | --------------- | ------------------ | ------------------ | ------------------ | ----------- | ----------- | ----------- | ------ | ------ |
| 1999-2000               | Luton Town              | SD                      | 41         | 4          | FACup+CdL       | 5+1             | 1+0             | -                  | -                  | -                  | FLT         | 0           | 0           | 47     | 5      |
| 2000-2001               | Luton Town              | SD                      | 45         | 1          | FACup+CdL       | 4+4             | 0               | -                  | -                  | -                  | FLT         | 1           | 0           | 54     | 1      |
| 2001-2002               | Luton Town              | TD                      | 43         | 11         | FACup+CdL       | 1+1             | 0               | -                  | -                  | -                  | FLT         | 0           | 0           | 45     | 11     |
| Totale Luton Town       | Totale Luton Town       | Totale Luton Town       | 129        | 16         |                 | 16              | 1               |                    | -                  | -                  |             | 1           | 0           | 146    | 17     |
| 2002-2003               | Portsmouth              | FD                      | 35         | 7          | FACup+CdL       | 1+2             | 0               | -                  | -                  | -                  | -           | -           | -           | 38     | 7      |
| 2003-2004               | Portsmouth              | PL                      | 30         | 0          | FACup+CdL       | 5+3             | 3+1             | -                  | -                  | -                  | -           | -           | -           | 38     | 4      |
| 2004-2005               | Portsmouth              | PL                      | 31         | 1          | FACup+CdL       | 1+4             | 0               | -                  | -                  | -                  | -           | -           | -           | 36     | 1      |
| 2005-2006               | Portsmouth              | PL                      | 34         | 6          | FACup+CdL       | 2+1             | 0+1             | -                  | -                  | -                  | -           | -           | -           | 37     | 7      |
| 2006-2007               | Portsmouth              | PL                      | 35         | 8          | FACup+CdL       | 2+2             | 0+1             | -                  | -                  | -                  | -           | -           | -           | 39     | 9      |
| 2007-gen. 2008          | Portsmouth              | PL                      | 13         | 1          | FACup+CdL       | 0+2             | 0               | -                  | -                  | -                  | -           | -           | -           | 15     | 1      |
| Totale Portsmouth       | Totale Portsmouth       | Totale Portsmouth       | 178        | 23         |                 | 25              | 6               |                    | -                  | -                  |             | -           | -           | 203    | 29     |
| gen.-giu. 2008          | Bolton                  | PL                      | 16         | 3          | FACup+CdL       | -               | -               | CU                 | 3                  | 0                  | -           | -           | -           | 19     | 3      |
| 2008-2009               | Bolton                  | PL                      | 34         | 10         | FACup+CdL       | 1+0             | 0               | -                  | -                  | -                  | -           | -           | -           | 35     | 10     |
| 2009-2010               | Bolton                  | PL                      | 37         | 8          | FACup+CdL       | 3+3             | 0               | -                  | -                  | -                  | -           | -           | -           | 43     | 8      |
| 2010-2011               | Bolton                  | PL                      | 36         | 2          | FACup+CdL       | 4+2             | 0               | -                  | -                  | -                  | -           | -           | -           | 42     | 2      |
| Totale Bolton           | Totale Bolton           | Totale Bolton           | 123        | 23         |                 | 13              | 0               |                    | 3                  | 0                  |             | -           | -           | 139    | 23     |
| 2011-2012               | West Ham Utd            | FLC                     | 28+3       | 1+0        | FACup+CdL       | 0+1             | 0               | -                  | -                  | -                  | -           | -           | -           | 32     | 1      |
| 2012-2013               | West Ham Utd            | PL                      | 28         | 1          | FACup+CdL       | 2+2             | 0               | -                  | -                  | -                  | -           | -           | -           | 32     | 1      |
| 2013-2014               | West Ham Utd            | PL                      | 20         | 0          | FACup+CdL       | 0+6             | 1               | -                  | -                  | -                  | -           | -           | -           | 26     | 1      |
| Totale West Ham Utd     | Totale West Ham Utd     | Totale West Ham Utd     | 76+3       | 2+0        |                 | 11              | 0               |                    | -                  | -                  |             | -           | -           | 90     | 2      |
| 2014-2015               | Burnley                 | PL                      | 10         | 0          | FACup+CdL       | 0+1             | 0               | -                  | -                  | -                  | -           | -           | -           | 11     | 0      |
| 2015-2016               | Burnley                 | FLC                     | 27         | 4          | FACup+CdL       | 0+1             | 0               | -                  | -                  | -                  | -           | -           | -           | 28     | 4      |
| Totale Burnley          | Totale Burnley          | Totale Burnley          | 37         | 4          |                 | 2               | 0               |                    | -                  | -                  |             | -           | -           | 39     | 4      |
| 2016-2017               | Northampton Town        | FL1                     | 43         | 7          | FACup+CdL       | 2+3             | 1+0             | -                  | -                  | -                  | FLT         | 0           | 0           | 41     | 7      |
| ago. 2017               | Northampton Town        | FL1                     | 1          | 0          | FACup+CdL       | 0+0             | 0               | -                  | -                  | -                  | FLT         | -           | -           | 1      | 0      |
| Totale Northampton Town | Totale Northampton Town | Totale Northampton Town | 44         | 7          |                 | 5               | 1               |                    | -                  | -                  |             | 0           | 0           | 49     | 8      |
| 2017-2018               | Swindon Town            | FL2                     | 38         | 6          | FACup+CdL       | 2+0             | 1               | -                  | -                  | -                  | FLT         | 1           | 0           | 41     | 7      |
| 2018-2019               | Swindon Town            | FL2                     | 33         | 3          | FACup+CdL       | 1+1             | 0               | -                  | -                  | -                  | FLT         | 0           | 0           | 35     | 3      |
| Totale Swindon Town     | Totale Swindon Town     | Totale Swindon Town     | 71         | 9          |                 | 4               | 1               |                    | -                  | -                  |             | 1           | 0           | 76     | 10     |
| Totale carriera         | Totale carriera         | Totale carriera         | 661        | 84         |                 | 76              | 10              |                    | 3                  | 0                  |             | 2           | 0           | 742    | 94     |

## Palmarès

### Giocatore

#### Individuale
- Squadra dell'anno della PFA: 1

2001-2002 (Division Three)